# Aufrichtungsreaktion
Die Aufrichtungsreaktion ist ein neurologischer Test in der Veterinärmedizin, der bei kleinen und mittelgroßen Tieren angewendet werden kann. Er gehört zu den sogenannten Haltungs- und Stellungsreaktionen und prüft die Fähigkeit eines Tieres, eine normale Körperposition im Schwerefeld einzunehmen.

## Durchführung
Bei dieser Reaktion wird das Tier am Becken hochgehoben und die Position des Kopfes zum Körper beurteilt. Ein Tier ohne neurologische Ausfälle nimmt eine Kopfhaltung ein, die 45 Grad zum Rumpf steht. Der Rumpf wird durchgebogen, um das Sehen nach vorn zu ermöglichen, die Vorderbeine gestreckt und etwas gespreizt, um das Auffußen vorzubereiten. Mit dem Aufsetzen der Vorderbeine versucht das Tier, diese unter den Körperschwerpunkt zu setzen, und beginnt mit Laufbewegungen. 
Eine andere Variante der Aufrichtungsreaktion beurteilt das Aufstehen des Tieres aus der Seitenlage. Normalerweise begibt sich das Tier zunächst in Sternallage (auf das Brustbein gestützt) und steht danach auf.

## Diagnostische Bedeutung
Bei der Aufrichtungsreaktion sind Gesichts- und Gleichgewichtssinn sowie Eigenwahrnehmung (Propriozeption) und motorisches System beteiligt. Um den Gesichtssinn auszuschalten und nur den Gleichgewichtssinn zu prüfen, kann der Test mit verbundenen Augen durchgeführt werden. 
Ist das Aufstehen aus der Seitenlage unmöglich, spricht dies für einen gleichseitigen (ipsilateralen) Ausfall des vestibulären Systems, da die Verbindung von Gleichgewichtsbahn und Rückenmark (Tractus vestibulospinalis) nicht auf die andere Körperseite kreuzt. 
Die Abläufe beim Absetzen des Tieres hängen von den propriozeptiven Bahnen ab.